# Mama, Mexiko
Mama är en ort i Mexiko.   Den ligger i kommunen Mama och delstaten Yucatán, i den östra delen av landet, 1 000 km öster om huvudstaden Mexico City. Mama ligger 23 meter över havet och antalet invånare är 2 823.
Terrängen runt Mama är mycket platt. Runt Mama är det ganska glesbefolkat, med 43 invånare per kvadratkilometer. Närmaste större samhälle är Ticul, 19,8 km sydväst om Mama. I omgivningarna runt Mama växer i huvudsak lövfällande lövskog.